# Paramoron
Paramoron är ett släkte av skalbaggar. Paramoron ingår i familjen långhorningar.
Kladogram enligt Catalogue of Life:
| Paramoron | \| \| Paramoron diadematum \| \| \| \| \| \| Paramoron singulare \| \| \| \| |
|           | \| \| Paramoron diadematum \| \| \| \| \| \| Paramoron singulare \| \| \| \| |
|           | Paramoron diadematum                                                         |
|           |                                                                              |
|           | Paramoron singulare                                                          |
|           |                                                                              |